# Martín Ocelotl
Martín Ocelotl (estado de Puebla, 1496 - Sevilla, 1537) fue un sacerdote azteca que fue sometido a juicio por la Inquisición española.
Ocelotl proviene de la voz nahuatl que significa ‘jaguar’ (ocelote).
Ocelotl nació en el seno de una poderosa familia de Chinantla, en el actual Estado de Puebla. Su padre fue un exitoso comerciante mientras que su madre fue una conocida sacerdotisa. Se cree que por provenir de una familia poderosa, sería considerado de origen semidivino ya desde niño.
En 1519, Ocelotl se contaba entre los sacerdotes adivinatorios que se presentaron ante Moctezuma II, para dar una explicación a los fenómenos que se creía que significaban próximos eventos catastróficos (y que más tarde se adjudicó a la predicción de la llegada de extranjeros conquistadores). 
Como a Moctezuma no le gustó que Ocelotl augurara eventos malignos, lo sentenció a muerte.
Sin embargo, dos años después (en 1521) fue liberado antes de la caída de la gran ciudad de Tenochtitlan (actual Ciudad de México), y puedo escapar de los acontecimientos violentos que ocurrían en la ciudad.
Después de la caída del Imperio azteca, Ocelotl fue a residir a la ciudad de Texcoco, antigua aliada de los españoles, y donde no podía ser molestado por ellos. Fue ahí donde pudo continuar con la práctica de los rituales indígenas (aunque ahora sin sacrificios humanos). También trató de establecer una escuela donde los iniciados pudieran continuar con las prácticas religiosas.
A los 29 años de edad, Ocelotl se convirtió a la fe católica y fue bautizado con el nombre de Martín. No obstante, Martín continuo con las prácticas ancestrales indígenas. Se corrieron rumores acerca de su poder y muchos sacerdotes temieron su influencia sobre la comunidad indígena. A pesar de su poder e influencia, fue acusado de brujería y de practicar la idolatría. 
En el otoño de 1536, fue juzgado por la Santa Inquisición. De acuerdo a testigos, Martí Ocelotl era capaz de predecir las lluvias. Otro testigo declaró que era hijo de brujos poderosos y que él mismo lo era. Aunque había suficiente evidencia para encontrar a Martí Ocelotl culpable, reclamó su inocencia alegando que no había hecho nada malo. 
Su caso fue presentado al obispo Juan de Zumarraga que decidió finalmente la suerte de Martín Ocelotl. El 10 de febrero de 1537, Martín Ocelotl fue públicamente humillado y acusado de brujería. Fue desterrado y forzado a vivir en prisión en Sevilla España, bajo la atenta vigilancia de la Inquisición. 
No existen registros de su partida a España ni nada se supo del destino del barco.